# Moonfall (film)
A Moonfall 2022-es sci-fi katasztrófafilm Roland Emmerich rendezésében. Emmerich a film egyik írójaként és producereként is szolgált. A főszerepben Halle Berry, Patrick Wilson és John Bradley, további szerepekben Michael Peña, Charlie Plummer, Kelly Yu és Donald Sutherland látható. 
A film 2022. február 4-én jelent meg. Kritikai és pénzügyi szempontból egyaránt megbukott.

## Rövid történet
Egy titokzatos erő kizökkenti a Holdat a Föld körüli pályájáról, és ütközési pályára küldi. Egy lecsúszott űrhajós és egy őrült tudós találkozása reményt ad az emberiség megmentésére.

## Szereplők
- Halle Berry: Jocinda Fowler, űrhajós
- Patrick Wilson: Brian Harper, űrhajós
- John Bradley: K.C. Houseman, tudós
- Michael Peña: Tom Lopez
- Charlie Plummer: Sonny Harper, Brian fia
  - Azriel Dalman: fiatal Sonny Harper
- Kelly Yu: Michelle
- Donald Sutherland: Holdenfield
- Eme Ikwuakor: Doug Davidson tábornok, Jocinda volt férje
- Carolina Bartczak: Brenda Harper, Brian volt felesége
- Maxim Roy: Gabriella Auclair
- Frank Schorpion: Jenkins tábornok
- Stephen Bogaert: Albert Hutchings
- Andreas Apergis: Reed
- Kathleen Fee: Mrs. Elaine Houseman, a tudós anyja

## Fogadtatás
A Rotten Tomatoes honlapján 37%-ot ért el 208 kritika alapján, és 4,5 pontot szerzett a tízből. A Metacritic oldalán 41 pontot szerzett a százból, 45 kritika alapján. A film minden szempontból megbukott: a 138–146 millió dolláros költségéhez képest a bevétel mindössze nagyjából 67 millió lett, a kritika pedig a maga kategóriájához képest is képtelen, logikátlan történetet, annak lustán, hanyagul levezényelt dramaturgiáját, és az irreálisan ostoba, ezért antipatikus karaktereket emlegette fel leginkább.

## Lehetséges folytatás
2022 januárjában Emmerich arról beszélt, hogy ha az első film sikeres lesz, akkor két folytatást is leforgatnak egymás után. A következő hónapban John Bradley, a főszereplő kijelentette, hogy „ha Roland abba az irányba megy, amerre akar, akkor a folytatások még őrültebbek lesznek, mint az első rész”. A film hatalmas bukása azonban ezt gyakorlatilag kizárttá tette, amire Emmerich is úgy kalapozta össze a pénzt kisebb stúdióktól és befektetőktől.